# Індер Кумар Ґуджрал
Індер Кумар Ґуджрал (гінді इन्द्र कुमार गुजराल; 4 грудня 1919 — 30 листопада 2012) — індійський державний і політичний діяч, прем'єр-міністр країни від квітня 1997 до березня 1998 року.

## Життєпис
Народився у Пенджабі, у родині борців з британським колоніалізмом. Політичну діяльність розпочав доволі рано — вже в одинадцятирічному віці був вперше заарештований та жорстоко побитий у поліції за організацію дитячого антиурядового руху у рідному місті Джелам.
Від 1956 до 1964 року був віце-президентом муніципального комітету Нью-Делі. 1964 року був обраний до лав Радж'я Сабхи, членом якої був до 1976 року. У червні 1975 року отримав пост міністра інформації та зв'язку в уряді Індіри Ганді. Від 1976 до 1980 року був послом Індії в СРСР.
В середині 1980-их років залишив Індійський національний конгрес і вступив до лав партії Джаната дал. Очолював міністерство закордонних справ Індії в кабінетах Вішваната Пратап Сінґха (1989—1990) та Хараданахаллі Додде Деве Ґовди (1996—1997).
Формування кабінету Ґуджралом стало підсумком парламентського компромісу між ІНК та Об'єднаним фронтом, які не бажали проведення дострокових парламентських виборів після відставки уряду Хараданахаллі Додде Деве Ґовди. Однак компроміс тривав недовго: після того як були оприлюднені документи, що підтверджували зв'язок однієї з південноіндійських партій (Дравіда Муннетра Кажагам, ДМК) з Тиграми визволення Таміл-Іламу, відповідальними за вбивство Раджива Ганді, ІНК зажадав відставки міністрів — членів ДМК. Цього не зробили, й 28 листопада 1997 року ІНК відкликав свою підтримку урядові Ґуджрала. Як наслідок, він подав у відставку.

## Нагороди
- Орден Дружби — 2000[3]